# Chi-Wang Shu
Chi-Wang Shu (em chinês:  舒其望; 1 de janeiro de 1957) é um matemático chinês, Theodore B. Stowell University Professor of Applied Mathematics da Universidade Brown. É conhecido por suas pesquisas na área da dinâmica dos fluidos computacional, soluções numéricas de equações hiperbólicas e equações do tipo Hamilton–Jacobi. Shu é listado como um ISI Highly Cited Author in Mathematics pela Web of Science.

## Formação e carreira
Obteve o bacharelado em matemática em 1982 na Universidade de Ciência e Tecnologia da China em Hefei, e um Ph.D. em matemática na Universidade da Califórnia em Los Angeles em 1986, orientado por Stanley Osher.
Começou sua carreira acadêmica em 1987 como professor assistente na divisão de matemática aplicada da Universidade Brown, sendo professor associado de 1992 a 1996 e professor pleno em 1996.

## Prêmios e honrarias
- A Association for Women in Mathematics o incluiu na turma de 2020 de AWM Fellows por "sua dedicação excepcional e contribuição para orientar, apoiar e promover mulheres nas ciências matemáticas; por seu incrível papel na supervisão do doutorado de muitas mulheres, trazendo-as para o mundo da pesquisa para o qual ele deu contribuições fundamentais e nutrindo seu sucesso profissional".[4]
- Em 2012 foi eleito fellow da American Mathematical Society.[5]
- Em 2009 foi selecionado como um dos primeiros 183 fellows da Society for Industrial and Applied Mathematics (SIAM).
- SIAM/ACM Prize in Computational Science and Engineering (SIAM/ACM CSE Prize), 2007.[6]

Foi palestrante convidado do Congresso Internacional de Matemáticos em Seul (2014: Discontinuous Galerkin method for time-dependent convection dominated partial diferential equations).